# Bejt Kešet
Bejt Kešet (hebrejsky בֵּית קֶשֶׁת, anglicky Beit Keshet v oficiálním seznamu sídel Bet Qeshet) je vesnice typu kibuc v Izraeli, v Severním distriktu, v Oblastní radě Dolní Galilea.

## Geografie
Leží v Dolní Galileji v nadmořské výšce 185 metrů, na rozmezí odlesněné planiny s intenzivním zemědělstvím, která se rozkládá východně od vesnice, a okraje pohoří Harej Nacrat (Nazaretské hory) na západní straně. Zhruba 3 kilometry na jih odtud se zvedá izolovaný vrchol hory Tavor. K jihu směřuje také vádí Nachal ha-Šiv'a (a jeho přítok Nachal Azenot), vedoucí podél východního okraje obce.
Vesnice se nachází cca 15 kilometrů jihozápadně od centra města Tiberias, cca 92 kilometrů severovýchodně od centra Tel Avivu a cca 40 kilometrů jihovýchodně od centra Haify. Bejt Kešet obývají Židé, přičemž osídlení v tomto regionu je převážně židovské. Oblasti, které obývají izraelští Arabové leží dál na západ (aglomerace Nazaretu) a na jih (Daburija na úpatí hory Tavor). Zhruba 4 kilometry východně od Bejt Kešet leží město Kafr Kama, které obývají izraelští Čerkesové.
Bejt Kešet je na dopravní síť napojen pomocí dálnice číslo 65.

## Dějiny
Bejt Kešet byl založen v roce 1944. K založení osady došlo 15. srpna 1944 a jejími zakladateli i prvními obyvateli byli členové židovských jednotek Palmach. Šlo o první osadu, kterou Palmach založil. Potřebné pozemky v této oblasti již předtím do židovského majetku získalo Židovské kolonizační sdružení. Jednalo se o 2500 dunamů (2,5 kilometrů čtverečních) půdy, na které nebylo významnější arabské osídlení. Původně byl Bejt Kešet situován cca 1 kilometr východněji od nynějšího kibucu.
V roce 1948, během války za nezávislost, padlo sedm členů kibucu. V oblasti se odehrávaly těžké boje (zejména okolo nedaleké vesnice Ilanija). Samotný Bejt Kešet byl napaden beduínským kmenem Sabich. V této bitvě padl také Eli ben Cvi – syn pozdějšího izraelského prezidenta Jicchaka ben Cviho. Po válce se osada posunula do nynější lokality.
Roku 1949 měl Bejt Kešet 84 obyvatel a rozlohu katastrálního území 3860 dunamů (3,86 kilometrů čtverečních).
Jméno vesnice je odvozeno od biblického citátu z Druhé knihy Samuelovy 1,18 – "Vyzval také Judejce, aby se při něm učili zacházet s lukem"
Ekonomika kibucu je založena na zemědělství a turistickém ruchu. Nachází se tu komplex turistického ubytování מול התבור – Mul ha-Tavor. Kibuc prochází sociální a ekonomickou proměnou (ústup od kolektivismu).
V Bejt Kešet funguje zařízení předškolní péče o děti. Základní a střední škola jsou v nedalekém areálu poblíž Zemědělské školy Kadoorie. V obci je k dispozici zdravotní ordinace, plavecký bazén, obchod, synagoga, knihovna a společná jídelna.

## Demografie
Obyvatelstvo kibucu Bejt Kešet je sekulární. Podle údajů z roku 2014 tvořili naprostou většinu obyvatel v Bejt Kešet Židé – cca 500 osob (včetně statistické kategorie "ostatní", která zahrnuje nearabské obyvatele židovského původu ale bez formální příslušnosti k židovskému náboženství, cca 600 osob).
Jde o menší sídlo vesnického typu s dlouhodobě stagnující populací, která od roku 2007 rychle narůstá. K 31. prosinci 2014 zde žilo 562 lidí. Během roku 2014 populace stoupla o 11,3 %.
| Rok            | 1948 | 1949 | 1961 | 1972 | 1983 | 1995 | 2001 | 2003 | 2004 | 2005 | 2006 | 2007 | 2008 | 2009 | 2010 | 2011 | 2012 | 2013 | 2014 |
| -------------- | ---- | ---- | ---- | ---- | ---- | ---- | ---- | ---- | ---- | ---- | ---- | ---- | ---- | ---- | ---- | ---- | ---- | ---- | ---- |
| Počet obyvatel | 131  | 84   | 226  | 284  | 393  | 258  | 241  | 297  | 254  | 246  | 241  | 244  | 292  | 394  | 415  | 438  | 476  | 505  | 562  |